# Форстиннинг
Форстиннинг (нем. Forstinning) — община в Германии, в земле Бавария. 
Подчиняется административному округу Верхняя Бавария. Входит в состав района Эберсберг. Население составляет 3505 человек (на 31 декабря 2010 года). Занимает площадь 12,26 км².